# خبرگزاری تسنیم
خبرگزاری تسنیم یک خبرگزاری خصوصی و وابسته به نیروی قدس سپاه پاسداران در ایران است. این خبرگزاری در ۲۲ آبان ۱۳۹۱ با حضور علی‌اکبر ولایتی تأسیس شد و هدف از راه‌اندازی آن پوشش بهار عربی اعلام شد.
صاحب امتیاز خبرگزاری تسنیم «مؤسسهٔ آتی‌سازان فرهنگ تسنیم» و مدیرعامل آن از زمان افتتاح تا کنون سید مجید قلی‌زاده است. تمامی محتوای این خبرگزاری با پروانه کرییتیو کامنز مجاز است.
با وجود آنچه اعلام شده بود فعالیت اصلی موسسه‌ای که برای راه اندازی این خبرگزاری در سال ۱۳۹۱ تأسیس شد (مؤسسه آتی‌سازان فرهنگ تسنیم) در اساسنامه این‌طور آمده است: «اطلاع‌رسانی و انتشار اخبار و تنویر افکار عمومی در راستای سیاست‌های نظام مقدس جمهوری اسلامی ایران، پوشش خبری رخدادهای قوای سه‌گانه، افکارسنجی، ارزشیابی و انعکاس درخواست‌های آشکار و پنهان فرهنگی، اجتماعی، سیاسی و هنری برای ارائه به مبادی تصمیم‌گیری، راه اندازی سایت و خبرگزاری با کسب مجوز از مراجع قانونی ذی‌صلاح… و انجام فعالیتهای انتشاراتی…» ممکن است برکناری حمیدرضا مقدم‌فر از ریاست خبرگزاری فارس به دلیل اختلافاتی که در رویکردها بروز کرده بود از علل اصلی تصمیم‌گیری برای ایجاد یک خبرگزاری مستقل در همان سال بوده باشد. حمیدرضا مقدم‌فر و مجید قلی‌زاده هر دو عضو هیئت مدیره مؤسسه خیریه ایتام و مستمندان امام حسن مجتبی هم هستند.
در سانحهٔ پرواز شماره ۹۵۲۵ ژرمن‌وینگز میلاد حجت‌الاسلامی خبرنگار تسنیم و حسین جوادی خبرنگار وطن امروز دو کشته‌شدهٔ اهل ایران بودند.

## خبرهای تکذیب‌شده
- ساعت ۸ و ۹ دقیقه صبح ۲۳ آبان ۱۳۹۶ این خبرگزاری دربارهٔ زمین‌لرزه ۱۳۹۶ ازگله عکسی از تعدادی تریلر را با عنوان «ارسال کمک‌های بانک شهر به مناطق زلزله زده غرب کشور» منتشر کرد که در آن عکس به کمک فتوشاپ نام بانک شهر روی آن‌ها قرار گرفته بود،[۱۱][۱۲] و این عکس در بین مردم واکنش‌هایی متعددی را به همراه داشت تا جایی که تا ساعت ۱۸ و ۲۰ دقیقه عصر همان روز سایت خبری تحلیلی الف تیتر زد «سوء استفاده بانک شهر از احساسات مردم هم‌زمان با زلزله غرب کشور».[۱۳] روز بعد ۲۴ آبان ۱۳۹۶ خبرگزاری تسنیم با حذف تصویر از صفحه خبر توضیحاتی را از بانک شهر مطرح نمود با این عنوان که عکس تزئینی بوده و «توسط بانک شهر منتشر شده بود و ارتباطی به خبرگزاری تسنیم ندارد» و اینکه عکس برای تشویق مردم به تداوم مشارکت بوده است به همراه عکس تعدادی کامیونت که پلاکارد بانک شهر روی آن‌ها نصب شده.[۱۴] این در کنار عکسی بود که وبگاه بانک شهر از رسید تحویل بار به هلال احمر کرمانشاه به تاریخ ۲۴ آبان ۱۳۹۶ منتشر کرد.[۱۵]
- روز ۶ آذر ۱۴۰۱ در حالی که تسنیم و فارس از آزاد شدن وریا غفوری خبر داده بودند، خبرگزاری ایرنا این خبر را تکذیب کرد.[۱۶]
- روز ۱۴ تیر ۱۴۰۲، خبرگزاری تسنیم در خبری مدعی شد که حکم توماج صالحی، خواننده رپ که در جریان اعتراضات ایران بازداشت شده بود، به علت همکاری‌های او با نهادهای امنیتی، از اعدام به حبس تقلیل پیدا کرده است. در مورد این خبر، رزا اعتماد انصاری، وکیل توماج صالحی، اظهار کرد: «حدود یک ساعت پیش و پس از خبر خبرگزاری تسنیم، برای پیگیری موضوع، به شعبه یک دادسرای انقلاب شهرستان اصفهان رفتم، چنین خبری کذب محض است و پرونده توماج هنوز به مرحله انشا رای هم نرسیده است.»[۱۷]

### پاندمی کووید ۱۹
بر اساس گزارشی از اتحادیه ضد افترا، تسنیم در یک سری مقالات ادعا کرده است که COVID-19 «بخشی از توطئه آمریکایی‌ها و یهودیان برای سلطه بر جهان از طریق کنترل جمعیت» است که توسط هنری کیسینجر، که به‌عنوان «یک دانشمند بی نظیر یهودی و استراتژیست آمریکایی» و «کنترل‌کننده اصلی دولت و امور مالی بین‌المللی» طراحی شده است.

## پیوند با سپاه پاسداران
تسنیم پیوندهای شدیدی با سپاه پاسداران انقلاب اسلامی دارد. در تاریخ ۱۰ آوریل ۲۰۱۳، رئیس سپاه محمدعلی جعفری از ستاد تسنیم بازدید کرد و به نقل از خبرگزاری گفت: «رسانه‌های مؤمن و انقلابی امروز در مقابله با توطئه‌های ضداسلامی و ضد بشری ستمگران وظیفه بسیار سنگینی دارند». برخی منابع مدعی شده‌اند که تسنیم یکی از رسانه‌های منتسب به سپاه پاسداران انقلاب اسلامی است

## بخش عِبری خبرگزاری تسنیم
در ۱۳ دی ۱۴۰۰ بخش عِبری خبرگزاری تسنیم با محوریت انتشار اخبار راجع‌به فلسطین آغاز به‌کار کرد. تسنیم دومین رسانه ایرانی (پس از نورنیوز) بود که اقدام به تأسیس سرویس عبری کرد.

## حوزه‌های فعالیت
تمامی حوزه‌های خبری اعم از بیداری اسلامی، سیاسی، فرهنگی، اجتماعی، اقتصادی، ورزشی، بین‌الملل، عکس، گرافیک، صوت و فیلم و …

## تحریم
روز ۲۴ شهریور ۱۴۰۲ وزارت خزانه‌داری آمریکا خبرگزاری تسنیم، خبرگزاری فارس و پرس تی‌وی را به اتهام اینکه در سرکوب ایران شرکت دارند تحریم کرد. در بیانیه وزارت خزانه‌داری آمده است: «خبرگزاری (تسنیم) یک خبرگزاری است که توسط دو فرمانده سپاه به نام‌های مجید قلی‌زاده و حمیدرضا مقدم‌فر تأسیس شده است که همچنان به عنوان مدیران تسنیم فعالیت می‌کنند و از طرف سپاه بر تسنیم نظارت دارند. تسنیم به طرق مختلف از سپاه و سایر ابزارهای حکومت ایران حمایت کرده است، از جمله سرکوب مخالفان با کمک به سپاه، وزارت اطلاعات و امنیت ایران و LEF برای جمع‌آوری هویت معترضان و …»